# Magnolia salicifolia
Magnolia salicifolia là một loài thực vật có hoa trong họ Magnoliaceae. Loài này được (Siebold & Zucc.) Maxim. mô tả khoa học đầu tiên năm 1872.